# Plataforma Oceánica de Canarias
Koordinaten: 27° 59′ 32″ N, 15° 22′ 6″ W
Die Plataforma Oceánica de Canarias (PLOCAN) ist ein Konsortium auf Gran Canaria für wissenschaftliche Forschung im Meer- und Seebereich. Ihre Aufgabe ist die rentable Kombination der Dienstleistungen wie Observatorien, Prüfstände, die Unterstützung der Unterwasserfahrzeuge, Bildung und Zentrum für Innovation.

## Windkraftanlage
2018 wurde eine Schwimmende Windkraftanlage mit dem Namen Elican installiert. Die Anlage vom Hersteller Siemens Gamesa hat eine Leistung von 5 MW und einen Rotordurchmesser von 132 Metern. Die Betreiber der Anlage sind Esteyco und PLOCAN.